# 浅野弘治
浅野　弘治（あさの こうじ、1963年10月26日 - ）は日本の実業家。株式会社ADI.G代表取締役社長 。

## 人物
石川県金沢市出身。1981年 中央大学在学中に、株式会社浅野歯科産業（現：株式会社ADI.G）入社。1985年中央大学法学部法律学科卒業。1991年Baylor College of Dentistry（現：Texas A&M University）Biomaterials Science 客員研究員就任、1996年日本歯科コンピュータ協会専務理事就任、1999年株式会社浅野歯科産業・代表取締役社長就任。2019年「令和元年暴力団追放石川県民大会」で表彰
趣味は映画鑑賞、読書、バスケットボール、旅行。